# Премія Max
«Премія Max» — найпрестижніша театральна нагорода Іспанії. Названа від імені головного героя п'єси Рамона Марії дель Вальє-Інклана "Світочі богеми" Макса Естрельї (ісп. Max Estrella). Церемонія нагородження відбувається весною. Дизайн нагороди (маска, розміщена на яблуці) був розроблений Жоаном Баросса.

## Категорії
- Найкращий спектакль (драматургія)
- Найкращий мюзикл
- Найкращий балет
- Найкраща дитяча вистава
- Найкраща режисура
- Найкращий актор
- Найкраща акторка
- Найкращий актор другого плану
- Найкраща акторка другого плану
- Найкращий сценарій
- Найкращий адаптований сценарій
- Найкращий артист балету
- Найкраща артистка балету
- Найкраща режисура мюзиклу
- Найкраща музична композиція
- Найкраща хореографія
- Найкраща сценографія
- Найкращий художник по костюмам
- Найкраще освітлення
- Найкращий сценарій каталанською чи валенсійською мовою
- Найкращий сценарій баскською мовою
- Найкращий сценарій галісійською мовою
- Найкраще приватне сценічне виробництво
- Латиноамериканська премія сценічного мистецтва
- Премія нові тенденції
- Премія критики
- Почесна премія